# Ciclo del nitrógeno

Representación esquemática de los flujos de nitrógenostipito en el ecosistema. La importancia de las bacterias en el ciclo se reconoce como elemento clave, suministrando diversos compuestos de nitrógeno que pueden ser utilizados por otros grupos de seres vivos

El ciclo del nitrógeno es el proceso biogeoquímico mediante el cual este elemento se convierte en múltiples formas químicas durante el tiempo que circula entre la biósfera, los ecosistemas terrestres y marinos. La conversión de nitrógeno se puede llevar a cabo mediante procesos tanto biológicos como físicos. Los procesos importantes en el ciclo del nitrógeno incluyen la fijación, amonificación, nitrificación y desnitrificación. Estos procesos generalmente están intervenidos por numerosos microorganismos presentes en ambientes acuáticos y edáficos.

## Introducción
La mayor parte de la atmósfera de la Tierra (79 %) es nitrógeno atmosférico gaseoso (N2), lo que la convierte en la mayor fuente de nitrógeno y en depósito inagotable de este elemento. Sin embargo, la molécula de N2 es muy estable, lo que dificulta su incorporación a los organismos vivos. En otras palabras, aún a pesar de su abundancia, el nitrógeno atmosférico tiene una disponibilidad limitada para uso biológico, lo que conduce a una escasez de nitrógeno utilizable en muchos tipos de ecosistemas.
El ciclo del nitrógeno es de particular interés en ecología porque la disponibilidad de nitrógeno puede afectar la velocidad de los procesos clave del ecosistema, incluida la producción primaria y la descomposición. Las actividades humanas como la quema de combustibles fósiles, el uso de fertilizantes nitrogenados artificiales y la liberación de nitrógeno en las aguas residuales han alterado drásticamente el ciclo global del nitrógeno. La modificación humana del ciclo global del nitrógeno puede afectar negativamente al sistema del medio ambiente natural y también a la salud humana.

## Efectos
Los seres vivos cuentan con una gran proporción de nitrógeno en su composición química. El nitrógeno oxidado que reciben como nitrato (NO3–) se transforma en grupos aminoácidos (asimilación). Para volver a contar con nitrato hace falta que los descomponedores lo extraigan de la biomasa dejándolo en la forma reducida de ion amonio (NH4+), proceso que se llama amonificación; y que luego el amonio sea oxidado a nitrato, proceso llamado nitrificación.
Así parece que se cierra el ciclo biológico esencial. Pero el amonio y el nitrato son sustancias solubles, que son arrastradas fácilmente por la escorrentía y la infiltración, lo que tiende a llevarlas al mar. Al final, todo el nitrógeno atmosférico habría terminado, tras su conversión, disuelto en el mar. Los océanos serían ricos en nitrógeno, pero los continentes estarían prácticamente desprovistos de él, convertidos en desiertos biológicos, si no existieran otros dos procesos, mutuamente simétricos, en los que está implicado el nitrógeno atmosférico (N2). Se trata de la fijación de nitrógeno, que origina compuestos solubles a partir del N2, y la desnitrificación, una forma de respiración anaerobia que devuelve N2 a la atmósfera. De esta manera se mantiene un importante depósito de nitrógeno en el aire (donde representa un 78 % en volumen).

## Fijación de nitrógeno
El proceso de fijación se refiere a la combinación del nitrógeno con hidrógeno u oxígeno, lo que permite que los seres vivos lleguen a utilizar el nitrógeno en sus procesos metabólicos. El primer paso en el ciclo es la fijación del nitrógeno de la atmósfera  a formas distintas susceptibles de incorporarse a la composición del suelo o de los seres vivos, como el o los iones nitrito  o nitrato (aunque el amonio puede usarse por la mayoría de los seres vivos, ciertas bacterias del suelo derivan la energía de la de dicho compuesto a nitrito y últimamente a nitrato), y también su conversión a sustancias atmosféricas químicamente activas, como el dióxido de nitrógeno, que reaccionan fácilmente para originar alguna de las anteriores.
- Fijación abiótica: La fijación natural puede ocurrir por procesos químicos espontáneos, como la oxidación, que se produce por la acción de los rayos, que forma óxidos de nitrógeno a partir del nitrógeno atmosférico.
- Fijación biológica de nitrógeno: Es un fenómeno fundamental que depende de la habilidad metabólica de unos pocos organismos, llamados diazótrofos en relación con esta capacidad para tomar N2 y reducirlo a nitrógeno orgánico. Existen unos  diez grupos de microorganismos diazótrofos. La reacción, que tiene lugar a nivel celular vía ATP, es en líneas generales, como sigue:

{\displaystyle {\ce {N2 + 8H+ + 8e- + 16ATP -> 2NH3 + H2 +16ADP + 16Pi}}}
- Bacterias gramnegativas de vida libre en el suelo, de géneros como Azotobacter, Klebsiella o el fotosintetizador Rhodospirillum, una bacteria purpúrea.
- Bacterias simbióticas de algunas plantas, en las que viven de manera generalmente endosimbiótica en nódulos, principalmente localizados en las raíces. Hay multitud de especies encuadradas en el género Rhizobium, que guardan una relación muy específica con el hospedador, de manera que cada especie alberga la suya, aunque hay excepciones.
- Cianobacterias de vida libre o simbiótica. Las cianobacterias de vida libre son muy abundantes en el plancton marino y son los principales fijadores en el mar. Además, hay casos de simbiosis, como el de la cianobacteria Anabaena en cavidades subestomáticas de helechos acuáticos del género Azolla, o el de algunas especies de Nostoc que crecen dentro de antoceros y otras plantas.

La fijación biológica depende del complejo enzimático de la nitrogenasa.

## Amonificación
La amonificación es la conversión a ion amonio del nitrógeno, en la materia viva aparece principalmente como grupos amino (-NH2) o imino (-NH-). Los animales, que no oxidan el nitrógeno, se deshacen del que tienen en exceso en forma de distintos compuestos. Los acuáticos producen directamente amoníaco (NH3), que en disolución se convierte en ion amonio. Los terrestres producen urea (NH2)2CO, que es muy soluble y se concentra fácilmente en la orina, o compuestos nitrogenados insolubles como la guanina y el ácido úrico, que son purinas, y ésta es la forma común en aves o en insectos y, en general, en animales que no disponen de un suministro garantizado de agua.

## Ciclos
Algunas bacterias convierten amoníaco en nitrito (por ejemplo, Nitrosomonas, Nitrosospira, Nitrosococcus) y otras transforman este en nitrato.[cita requerida]
Donde existe un exceso de materia orgánica en el mantillo, en condiciones anaerobias, hay otras bacterias que producen desnitrificación, convirtiendo los compuestos de N en N2, lo que hace que se integre de nuevo el nitrógeno del ecosistema a la atmósfera.

### Nitrificación
La nitrificación es la oxidación biológica del amonio al nitrito por microorganismos aerobios que usan el oxígeno molecular (O2) como receptor de electrones, es decir, como oxidante. A estos organismos el proceso les sirve para obtener energía, al modo en que los heterótrofos la consiguen oxidando alimentos orgánicos a través de la respiración celular. El C lo consiguen del CO2 atmosférico, así que son organismos autótrofos. El proceso fue descubierto por Serguéi Vinogradski y en realidad consiste en dos procesos distintos, separados y consecutivos, realizados por organismos diferentes:
- Nitritación. Partiendo de amonio se obtiene nitrito (NO2–). Lo realizan bacterias de, entre otros, los géneros Nitrosomonas y Nitrosococcus.
- Nitratación. Partiendo de nitrito se produce nitrato (NO3–). Lo realizan bacterias del género Nitrobacter.

La combinación de amonificación y nitrificación devuelve a una forma asimilable por las plantas, el nitrógeno que ellas tomaron del suelo y pusieron en circulación por la cadena trófica.

### Desnitrificación
La desnitrificación es la reducción del ion nitrato (NO3–), presente en el suelo o el agua, a nitrógeno molecular o diatómico (N2), la sustancia más abundante en la composición del aire. Por su lugar en el ciclo del nitrógeno, este proceso es el opuesto a la fijación del nitrógeno.[cita requerida]
Lo realizan ciertas bacterias heterótrofas, como Pseudomonas fluorescens, para obtener energía.
El proceso es parte de un metabolismo degradativo de la clase llamada respiración anaerobia, en la que distintas sustancias, en este caso el nitrato, toman el papel de oxidante (aceptor de electrones) que en la respiración celular normal o aerobia corresponde al oxígeno (O2). El proceso se produce en condiciones anaerobias por bacterias que normalmente prefieren utilizar el oxígeno si está disponible.
El proceso sigue unos pasos en los que el átomo de nitrógeno se encuentra sucesivamente bajo las siguientes formas:
nitrato → nitrito → óxido nítrico → óxido nitroso → nitrógeno molecular
Expresado como reacción redox:
{\displaystyle {\ce {2NO3- + 10e- + 12H+ -> N2 + 6H2O}}}
Como se ha dicho más arriba, la desnitrificación es fundamental para que el nitrógeno vuelva a la atmósfera, la única manera de que no termine disuelto íntegramente en los mares, dejando sin nutrientes a la vida continental. Sin la desnitrificación la fijación de nitrógeno, abiótica y biótica, terminaría por provocar la depleción del N2 atmosférico.
La desnitrificación es empleada, en los procesos técnicos de depuración controlada de aguas residuales, para eliminar el nitrato, cuya presencia favorece la eutrofización y reduce la potabilidad del agua, porque se reduce a nitrito por la flora intestinal, y este es cancerígeno.[cita requerida]

## Reducción desasimilatoria
Es la conversión del nitrato y nitrito a la forma sólida N2O y a la forma ion amonio. Se produce en estercoleros y turberas, donde residen bacterias del género Citrobacter sp. Este género es típico de las coliformes entero fecales, por lo que también forma parte de la flora intestinal de mamíferos, ya que procesan parte de la lactosa que ingieren. En principio se estudió esta bacteria en las turberas debido a que son productoras de óxido nitroso N2O, un gas de efecto invernadero; en la actualidad, se realizan estudios de las baterías enzimáticas relacionadas con el retorno de amonio al suelo y su inhibición en presencia de sulfatos.[cita requerida]